# السكارة (رأس عين الرحامنة)
السكارة هي إحدى مشيخات المملكة المغربية، تتبع جغرافيا لإقليم الرحامنة وإداريًا لرأس عين الرحامنة. يقدر عدد سكانها بـ 9183 نسمة حسب الإحصاء الرسمي للسكان والسكنى لسنة 2004.